# Lim Si-hyeon
Lim Si-hyeon, född den 13 januari 2003 i Gangneung är en sydkoreansk bågskytt som vann maximala tre guld i bågskytte vid olympiska sommarspelen 2024.

## Karriär
Lim gjorde sin internationella debut 2023 och nådde genast framgångar då hon vann VM-guld i mixedlag samt blev trippel guldmedaljör på de asiatiska spelen. Vid de olympiska sommarspelen 2024 slog Lim världsrekord i rankingomgången med 694 poäng. Lim vann sedan guld både i den individuella tävlingen samt i de två lagtävlingarna (damer och mixed). 